# Pyrzyce
Pyrzyce é um município da Polônia, na voivodia da Pomerânia Ocidental e no condado de Pyrzyce. Estende-se por uma área de 38,79 km², com 12 709 habitantes, segundo os censos de 2017, com uma densidade de 327,6 hab/km².